# Gesine Wilke
Gesine Wilke (geboren 5. Juli 1963) ist eine deutsche Juristin. Sie war Staatsanwältin und Richterin in drei Bundesländern, war Direktorin verschiedener hessischer Amtsgerichte, ist aktuell Leitende Oberstaatsanwältin der Staatsanwaltschaft Marburg und Mitglied des Staatsgerichtshofs des Landes Hessen.

## Leben

### Ausbildung
Wilke studierte Rechtswissenschaft an der Universität Passau und der Albert-Ludwigs-Universität Freiburg. Die beiden juristischen Staatsexamen legte sie Baden-Württemberg ab.

### Juristischer Werdegang
Wilke startete ihre juristische Karriere am 10. Februar 1992 als Richterin auf Probe am Amtsgericht Baden-Baden. Dann war sie als Staatsanwältin in Freiburg im Breisgau und Dresden und als Richterin an den Amtsgerichten Lörrach und Meißen tätig. Von Mai 1998 bis April 2000 war sie Staatsanwältin bei der Generalstaatsanwaltschaft Dresden.
Im Mai 2000 wechselte sie nach Frankfurt am Main und war dort bei der Staatsanwaltschaft und der Generalstaatsanwaltschaft bis 18. Oktober 2009 tätig. Am 19. Oktober 2009 wurde sie zur Richterin und stellvertretenden Direktorin am Amtsgericht Königstein im Taunus berufen, bis sie zum 1. März 2016 die Stelle der Direktorin am Amtsgerichts Büdingen übernahm. Seit 1. Januar 2017 war Wilke Direktorin des Amtsgerichts Hanau, dem mit Abstand größten Direktorialgericht in Hessen.
Neben ihrer Aufgabe als Staatsanwältin war Wilke seit 2005 stellvertretende und ab 2007 besondere Frauenbeauftragte für den staatsanwaltlichen Dienst im Hessischen Justizministerium. Seit 1. Januar 2010 ist sie dort Frauen- und Gleichstellungsbeauftragte für den richterlichen Dienst.
Im Februar 2022 wurde Wilke zur Leitenden Oberstaatsanwältin der Staatsanwaltschaft Marburg ernannt.
Am 9. März 2016 wurde Wilke vom Wahlausschuss zur 2. Stellvertreterin des richterlichen Mitglieds am Staatsgerichtshof des Landes Hessen gewählt. Die Amtszeit endet 2023.
Wilke ist Mitherausgeberin der Zeitschrift Ausbildung – Prüfung – Fachpraxis (apf).